# Finn Schiander
Finn Schiander (* 7. Mai 1889 in Oslo; † 7. Juni 1967 in Ringsaker) war ein norwegischer Segler.

## Erfolge
Finn Schiander, Mitglied des Kongelig Norsk Seilforening, gewann 1920 in Antwerpen bei den Olympischen Spielen in der 8-Meter-Klasse nach der International Rule von 1919 die Silbermedaille. Mit der Lyn kam er in drei Wettfahrten stets hinter dem zweiten norwegischen Boot Sildra und vor dem belgischen Boot Antwerpia V als Zweiter ins Ziel, weshalb die Lyn die Regatta auf dem zweiten Platz beendete. Zur Crew gehörten außerdem neben Skipper Jens Salvesen noch Nils Thomas, Lauritz Schmidt und Ralph Tschudi.
1907 schloss Schiander sein Studium ab und arbeitete zwei Jahre lang in Oslo in der Forstwirtschaft. Nachdem er für kurze Zeit in der Schweiz in einem Sportartikelladen gearbeitet hatte, kehrte er 1911 nach Norwegen zurück. Dort war er in Oslo in Hagen’s Sports Shop beschäftigt, bei dem er schließlich zum Abteilungsleiter aufstieg.